# The Cop
Schatten der Nacht (Originaltitel: The Cop)  ist ein US-amerikanischer Kriminalfilm aus dem Jahr 1928.  Das Drehbuch des Stummfilms basiert auf einer Erzählung von Elliot Clawson.

## Handlung
Der Polizeineuling Pete Smith wird auf den Bandenführer Scarface Marcas angesetzt. Smith und Marcas waren einmal Freunde, als Smith noch kein Polizist war. Er hatte den angeschossenen Gangster versorgt, der sich allerdings mit seinem Mantel und Geld aus dem Staub gemacht hat. 
Als Petes Freund, Sergeant Coughlin, bei einer Schießerei mit Marcas stirbt, verdoppelt er seine Anstrengungen. In einfacher Kleidung kann er an Marcas herankommen, der ihn nicht erkennt, und ihn erschießen. Dadurch kann Pete auch die von Marcas wie eine Gefangene gehaltene Mary Monks befreien.

## Auszeichnungen
1930 wurde Elliot Clawson in der Kategorie Bestes Drehbuch für den Oscar nominiert.

## Hintergrund
Uraufgeführt wurde der Film am 20. August 1928.
Szenenbildner des Films war Stephen Goosson.